# Elecciones del Distrito Metropolitano de Caracas de 2013
Las elecciones del Distrito Metropolitano de Caracas de 2013 se realizaron el 8 de diciembre de 2013 para elegir al alcalde mayor del Distrito y a sus concejales. Resultó elegido el alcalde para ese entonces y candidato de la MUD, Antonio Ledezma.
Nicolás Maduro apoyó a su candidato, Ernesto Villegas e indicó que vencería a Ledezma. Villegas se desempeñaba como Ministro de Comunicación. Antonio Ledezma no pudo culminar su mandato debido a que fue apresado en 2015 por delitos de conspiración. 
La participación electoral fue de 58%. Esta sería la última elección para la Alcaldía Metropolitana, pues dicha institución sería eliminada en 2017 por la Asamblea Nacional Constituyente.

## Candidaturas

### Mesa de la Unidad
La Mesa de la Unidad Democrática ofreció su apoyo a Antonio Ledezma, asimismo, los partidos que la conforman decidieron apoyarlo. Ledezma ejerce el cargo de alcalde mayor de Caracas desde 2008. Entre los partidos que conforman la Unidad se encuentran: ABP, PJ, AD, Copei, VP, LCR, UNT, AP entre otros. También otros candidatos como José Berroterán y Gilda Espósito del Movimiento Republicano y Unidos para Venezuela respectivamente declinaron hacia Ledezma.
Asimismo, postuló candidatos en el consejo municipal, tales como: Manuel Pérez, Hayde Deutsch, Gregorio Caribas, Guillermo Arocha, Adolfo Padrón, entre otros. Ledezma realizó sus caminatas y marchas acompañado por la mayoría de los candidatos opositores en los municipios pertenecientes a Caracas.

### Gran Polo Patriótico
El 31 de julio de 2013, el GPP eligió a Ernesto Villegas como su candidato. El presidente Nicolás Maduro afirmó que Villegas vencerá al "vampiro" (Ledezma). Villegas realizó su acto de apertura de campaña junto con el candidato del municipio Libertador, Jorge Rodríguez. Contó con el apoyo de los partidos que conforman el Polo Patriótico tales como Patria Para Todos, el Partido Comunista, Podemos entre otros.

## Opinión pública
| Encuestadora   | Fecha            | MUD | GPP   | N/R   |
| -------------- | ---------------- | --- | ----- | ----- |
| Consultores 21 | 5 de noviembre   | 49% | 39.6% | 10.4% |
| Hinterlaces    | 16 de septiembre | 21% | 43%   | 13%   |

## Resultados

### Alcalde
|  | 51.28 % |

|  | 47.22 % |

|  | 0.55 % |

|  | 95.41 % |

|  | 4.58 % |

|  | 100 % |

|  | 58.64 % |

### Concejales
|  | 61.53 % |

|  | 38.46 % |